# Мезенцов, Афанасий Иванович
Афанасий Иванович Мезенцов (Мезенцев) (- ?, Курск — ум. после 1636, Курск?) — российский географ, организатор строительства Курска как города-крепости Московского государства. Автор третьей редакции Книги Большому чертежу (1627 год).
В 1613—1616 гг. служил в Курске губным старостой при воеводе Ю. И. Татищеве. Вёл топографическую съемку Курска и межевание ближайшей округи.
В 1616 году переведен в Москву, в картографический отдел Разрядного приказа.
В 1619 году упоминается в документе Разрядного приказа

«126 года сентября в 22 день чертещикам, что чертили в Розряде чертежи Московского государства государева жалованья в приказ Офонасию Мезенцову да Федору Наквасину десять рублей по пять рублей человеку. Офонасий Мезенцов пять рублей государева жалованья взял и руку приложил. Федор Наквасин пять рублей государева жалованья взял и руку приложил».
Центральный государственный архив древних актов (ЦГАДА), ф. 210, Разрядный приказ, Севский стол, стб. 2, л. 179.

В 1620 году вернулся в Курск, межевал земли от Орла до Белгорода, занимался отказами земель.
В 1625 году продолжил работу в Москве в Разрядном приказе. По поручению царя Михаила Фёдоровича выполнил чертеж города-крепости Вязьмы, участвовал в составлении известной «Книги Большому Чертежу» (1627) — текстового описания старейших планов местности в пределах Московского государства, дополняя её планом «от царствующего града Москвы Резанским и Северским и Польским городом» (что соответствует большей части позднейшей ЦЧО). Создал «Чертеж Московского государства и степи до Азовского моря».
Роль Афанасия Мезенцова в создании «Книги Большому Чертежу» стала известна благодаря обнаружению двух челобитных о выдаче жалованья, поданным осенью 1627 года на имя царя Михаила Фёдоровича:

«Царю государю и великому князю Михаилу Федоровичю всеа Русии бьет челом холоп твой Афонка Мезенцов. По твоему государеву указу в нынешнем во 136 году сентября в 12 день в Розряде я холоп твой большой чертеж зделал и мне холопу твоему в Розряде твои государевы дьяки велели чертежем, что я, холоп твой, зделал против старого чертежу морю и рекам и городам зделати роспись и по росписи чертежи справить. Милосердый государь, царь и великий князь Михайло Федорович всеа Русии, пожалуй меня, холопа своего, вели мне дать корм покаместо напишу всему чертежу роспись. Царь государь и великий князь Михайло Федорович всеа Русии, смилуйся пожалуй».

Приписка внизу документа: «По сей челобитной велено на корм дати рубль сент[ября] во 17 день».
РГАДА, ф. 210, оп. 14, ч. 1, Севский стол, стлб. № 80, л. 5.

«Царю, государю и великому князю Михайлу Федоровичю всеа Русии бьет челом холоп твой Афонка Мезенцов. Милосердый государь, царь и великий князь Михайло Федорович всеа Русии, пожалуй меня, холопа своего, вели мне дать свое государево жалованья корм на нынешний месяц октябрь покаместо зделою чертежную книгу. Царь, государь и великий князь Михайло Федорович всеа Русии, смилуйся».
РГАДА, ф. 210, оп. 14, ч. 1, Севский стол, стлб. № 80, л. 7.

В 1628—1633 гг. в Курске — служит «подьячим с приписью» к городскому воеводе, то есть заместителем градоначальника.